# Пренатални хормони и сексуална оријентација
Пренатални хормони и сексуална оријентација једна је од теорија која се бави етиологијом развоја хомосексуалности и која се заснива на посматрању по коме су хормони једна од главних одредница сексуалне оријентације одраслих, или један од кофактор заједно са генима, биолошким факторима и/или условима средине и другим друштвеним условима. Подаци добијени у истраживањима појединаца са генетским поремећајима, уз податке из популације уобичајеног хормонског утицаја, указују да пренатални ниво тестостерона одређују колико ће се, након рођења, игра детета подударати са његовим полом. Подаци такође указују на сложеност процеса полне диференцијације људског понашања.
Полазећи од наведеног развијена је хормонска теорија сексуалности, која сматра да као што утицај одређеним хормонима има улогу у диференцијацији пола фетуса, тако и њихово дејство може да утиче и на сексуалну оријентацију која се у пуном облику нешто касније испољава код одрасле особе, али највероватније почиње у пренаталном периоду.
И поред спроведених бројних истраживања у разним подручјима, повезаност хормона и људског пола и до данас остаје неисцрпна тема истраживања у којима се и даље тражи одговор на неодговорена питања, што отвара пут даљњим истраживањима.

## Хормони и развој полова
Од открића, почетком 20. века, хормони представљају широко подручје истраживања која убрзо дају одговоре на многа, дотада неодговорена, питања из области различитих подручја човекове физиологије и свакодневног живота. 
Хормони се називају још и хемијским гласницима у организму јер се путем крвотока преносе до разних ћелија и ткива, у којима утичу на бројне метаболичке процесе, општи раст и развој, формирање полних функција и репродукцију, расположење и сл. О њиховом утицају и важности говоре примери хормоналних поремећаја, код којих кратки период неуобичајеног деловања одређеног хормона или мања промена у нивоу хормона може резултовати далекосежним последицама.
Једно од, такође, широких и неисцрпних тема везано за дејство хормона је развој пола код људи. Од полног развоја и диференцијације, који се великим делом одвијају још за време феталног развоја, све до сексуалне функције и њених промене током живота, хормони леже у основи свих тих значајнијих процеса у формирању људског пола. У том смислу укупан учинак хормона на развој пола код човека може се сврстати у две групе: организацију и активацију.
Посебну улогу хормони имају у процесу пренаталне полне диференцијације, као и поремећаји до којих може доћи уколико током процеса диференцијације настану промена у нивоу излучених хормона.
Значај хормона огледа се и у развоју полно типизираног понашања, укључујући развој родних улога и сексуалне оријентације, с раним назнакама обеју карактеристика током дечје родно типизиране игре. На крају треба рећи да полни хормони утичу и на сексуалну жељу мушкараца и жена, као и да одређеним периодима имају при томе већи значај мушки или женски полни хормони. 
Током интраутериног периода, родни идентитет, сексуална оријентација и друга понашања се програмирају у мозгу на сексуално диморфан начин. Људски фетални мозак се развија у мушком правцу директним дејством тестостерона и у женском правцу кроз одсуство таквог деловања. Полна диференцијација гениталија одвија се пре полне диференцијације мозга. Степен гениталне маскулинизације стога не одражава нужно степен полне диференцијације.

## Хормони и неурохуморални фактори
Као један од могућих етиолошких фактора хомосексуалности, наводи се хормонална предиспозиција, због различитог нивоа хормона у крви одрасле особе. Будући да полни хормони, нарочито тестостерон, делимично регулишу сексуално понашање, једна од првих биолошких хипотеза о хомосексуалности била је да је у њеној основи поремећај лучења полних хормона или гонадотропина.
Хормонски тестови открили су чудну асиметрију. Док ће новорођени мужјак пацова лишен тестостерона, како је открио Харис, нагињати ка женским особинама, новорођена женка пацова лишена естрогена ће наставити да се развија као женка. У одраслом добу она неће изгледати некако мушки. Када се пацовима уклони јајник, њихов мозак ће и даље производити подстицај за овулацију. Научници су схватили да без тестостерона генетички основ за мушкост је у суштини безвредан. Зато су закључили, да би се мозак мушког пацова могао и стварно да организује као мушкарац, његов мозак мора бити изложен утицају тестостерона у првих пет дана живота. Након петог дана простор за маскулинизацију је затворен, а генетички мушко ће се развити и расти са „женским“ мозгом. Насупрот томе, мозак женке пацова не треба естроген за своју организацију. Препуштен сам себи, он ће постати „женски“ мозак.
Међутим животиње су једно а људи друго. Бројна истраживања дефинитивно су показала да нема хормоналног утицај на хомосексуалност у одраслом добу, јер је код већине хомосексуалних мушкараца ниво хормона иста као и код хетеросексуалних.

### Хормони и поремећаји полног развоја
Подаци донекле говоре у прилог хипотези да пренатални нивои полних хормона имају улогу у јављању хомосексуалне оријентације, али налазе на основу малог броја аберантних случајева не можемо генерализовати на општу популацију хомосексуалаца и зато наводимо неке могуће варијанте (хипотезе);
Пренатална андрогенизација
Код жена би према овој хипотези пренатална андрогенизација могла утицати на хомосексуалност код жена. Наиме жене са конгениталном адреналном хиперплазијом су се у једном истраживању у 30% случајева изјасниле као хомосексуалне или бисексуалне.
Синдром неосетљивости на андрогене
Мушкарци који имају тестисе, али и женске спољне полне органе, док су им унутрашњи неразвијени - увек имају родни идентитет жене те су у правилу сексуално оријентисане према мушкарцима.
Теорија Martin-а i Nguyen-а (2004) о утицају хормона
Ова теорија тумачи да је разлика у релативној дужини костију у рукама и ногама између хетеросексуалних и хомосексуалних мушкарца и жена, највероватније узрокована разликом у њиховој изложености полним хормонима у току интраутериног развоја.
Хипотеза пренаталног стреса
Ова теорија се заснива се на претпоставци да мајчин стрес, има за последицу мању производњу андрогена и мања полно диморфна језгра у преоптичком подручју.
Женке пацова које су у трудноћи изложене стресу коте (рађају) мушко потомство које је у сексуалном понашању демаскулинизовано и феминизирано, што се приписују одложеном лучењу тестостерона.
Хипотезом пренаталног стреса објашњава се већим бројем „дијагностикованих“ хомосексуалаца у генерацијама рођеним у Немачкој током и непосредно након Другог светског рата. Каснија поређења између броја стресних догађаја у трудноћама мајки које су родиле хомосексуалну и хетеросексуалну децу, нису показала значајну разлику.

## Ендокрини дисруптори
Хемикалије које ометају рад ендокриног система (ЕДЦ) су хемикалије које, у одређеним дозама, могу ометати ендокрини систем код сисара.  Рад на могућим неуротоксичним ефектима ендокриних дисруптора и њиховим могућим ефектима на сексуалну оријентацију када им је фетус изложен је у повојима: тако да до данас углавном знамо о односу између изложености ЕДЦ-у и неуробихејвиоралне функције кроз испитивање исхода унутар ограничене сфере питања.  Док су неке студије откриле да ксеноестрогени и ксеноандрогени могу променити сексуалну диференцијацију мозга код бројних врста које се користе као животињски модели.
Из података који су доступни данас,  обмањујуће је ... очекивати да ЕДЦ производи профиле ефеката, као што су сексуално диморфно понашање, као дословне копије оних које производе природни хормони. Како такви агенси нису хормони, не треба очекивати да ће они деловати управо као хормони.